# Fever (Tenor Saw)
Fever è il primo e unico album full-length del cantante dancehall reggae giamaicano Tenor Saw, pubblicato nel 1985 dall'etichetta discografica Blue Mountain.
Nel 2003 l'album è stato ristampato in formato compact disc con l'aggiunta di 8 tracce inedite in versione dub registrate nel 1985.

## Tracce[1][3]
1. Lots of Sign 3:36
2. Shirley Jones 3:27
3. Pumpkin Belly 3:22
4. Eni Meeni Mini Mo 3:49
5. Roll Call 3:58
6. Fever 4:35
7. Jah Guide and Protect Me 3:45
8. Rub-A-Dub Market 3:34
9. Run Come Call Me 3:28
10. Who's Gonna Help Me Praise 3:46

### Tracce aggiunte nella ristampa in compact disc (2003)[1][3]
1. Surely Dub 3:26
2. Run Come Dub Me 3:51
3. Lots of Dub 3:56
4. Jah Guide Dub 3:47
5. Rub-A-Dub Dub 3:18
6. Dub Fever 4:15
7. Eni Meeni Mini Mo Dub 4:07
8. Praise Jah With Dub 3:43

## Crediti[1][3]
- Tenor Saw - voce
- Sugar Minott - arrangiamenti
- Danny Thompson - basso, chitarra
- Lascelles Beckford - chitarra
- Steely Johnson - tastiere
- Oshai - tastiere
- Robbie Lyn - tastiere
- Robbie Shakespeare - basso
- Sly Dunbar - batteria
- Barnabas - batteria
- Orangutan - batteria
- Skully - percussioni